# Lista över UN-nummer 1401 till 1500
Det här är en lista över UN-nummer 1401 till 1500.

## UN 1401 till 1500[1]
| UN-nummer | Klass | Namn                                                         |
| --------- | ----- | ------------------------------------------------------------ |
| UN 1401   | 4.3   | Kalcium                                                      |
| UN 1402   | 4.3   | Kalciumkarbid                                                |
| UN 1403   | 4.3   | Kalciumcyanamid med mer än 0,1 vikt-% kalciumkarbid.         |
| UN 1404   | 4.3   | Kalciumhydrid                                                |
| UN 1405   | 4.3   | Kalciumsilicid                                               |
| UN 1407   | 4.3   | Cesium                                                       |
| UN 1408   | 4.3   | Kiseljärn med minst 30 vikt-% men mindre än 90 vikt-% kisel. |
| UN 1409   | 4.3   | Metallhydrider, vattenreaktiva, n.o.s.                       |
| UN 1410   | 4.3   | Litiumaluminiumhydrid                                        |
| UN 1411   | 4.3   | Litiumaluminiumhydrid, i eter                                |
| UN 1413   | 4.3   | Litiumborhydrid                                              |
| UN 1414   | 4.3   | Litiumhydrid                                                 |
| UN 1415   | 4.3   | Litium                                                       |
| UN 1417   | 4.3   | Kisellitium                                                  |
| UN 1418   | 4.3   | Magnesiumpulver eller pulver av magnesiumlegeringar          |
| UN 1419   | 4.3   | Magnesiumaluminiumfosfid                                     |
| UN 1420   | 4.3   | Kaliummetallegeringar, flytande                              |
| UN 1421   | 4.3   | Alkalimetallegeringar, flytande, n.o.s.                      |
| UN 1422   | 4.3   | Kalium-natriumlegeringar, flytande                           |
| UN 1423   | 4.3   | Rubidium                                                     |
| UN 1426   | 4.3   | Natriumborhydrid                                             |
| UN 1427   | 4.3   | Natriumhydrid                                                |
| UN 1428   | 4.3   | Natrium                                                      |
| UN 1431   | 4.2   | Natriummetylat                                               |
| UN 1432   | 4.3   | Natriumfosfid                                                |
| UN 1433   | 4.3   | Tennfosfider                                                 |
| UN 1435   | 4.3   | Zinkaska                                                     |
| UN 1436   | 4.3   | Zinkpulver eller zinkdamm                                    |
| UN 1437   | 4.1   | Zirkoniumhydrid                                              |
| UN 1438   | 5.1   | Aluminiumnitrat                                              |
| UN 1439   | 5.1   | Ammoniumdikromat                                             |
| UN 1442   | 5.1   | Ammoniumperklorat                                            |
| UN 1444   | 5.1   | Ammoniumpersulfat                                            |
| UN 1445   | 5.1   | Bariumklorat, fast                                           |
| UN 1446   | 5.1   | Bariumnitrat                                                 |
| UN 1447   | 5.1   | Bariumperklorat, fast                                        |
| UN 1448   | 5.1   | Bariumpermanganat                                            |
| UN 1449   | 5.1   | Bariumperoxid                                                |
| UN 1450   | 5.1   | Bromater, oorganiska, n.o.s.                                 |
| UN 1451   | 5.1   | Cesiumnitrat                                                 |
| UN 1452   | 5.1   | Kalciumlklorat                                               |
| UN 1453   | 5.1   | Kalciumklorit                                                |
| UN 1454   | 5.1   | Kalciumnitrat                                                |
| UN 1455   | 5.1   | Kalciumperklorat                                             |
| UN 1456   | 5.1   | Kalciumpermanganat                                           |
| UN 1457   | 5.1   | Kalciumperoxid                                               |
| UN 1458   | 5.1   | Borat och kloratblandning                                    |
| UN 1459   | 5.1   | Klorat och magnesiumklorid i blandning, fast                 |
| UN 1461   | 5.1   | Klorater, oorganiska, n.o.s.                                 |
| UN 1462   | 5.1   | Kloriter, oorganiska, n.o.s.                                 |
| UN 1463   | 5.1   | Kromtrioxid, vattenfri (fast kromsyra)                       |
| UN 1465   | 5.1   | Didymiumnitrat                                               |
| UN 1466   | 5.1   | Järn(III)nitrat                                              |
| UN 1467   | 5.1   | Guanidinnitrat                                               |
| UN 1469   | 5.1   | Blynitrat                                                    |
| UN 1470   | 5.1   | Blyperklorat, fast                                           |
| UN 1471   | 5.1   | Litiumhypoklorit, torr eller litiumhypoklorit, blandningar   |
| UN 1472   | 5.1   | Litiumperoxid                                                |
| UN 1473   | 5.1   | Magnesiumbromat                                              |
| UN 1474   | 5.1   | Magnesiumnitrat                                              |
| UN 1475   | 5.1   | Magnesiumperklorat                                           |
| UN 1476   | 5.1   | Magnesiumperoxid                                             |
| UN 1477   | 5.1   | Nitrater, oorganiska, n.o.s.                                 |
| UN 1479   | 5.1   | Oxiderande fast ämne, n.o.s.                                 |
| UN 1481   | 5.1   | Perklorater, oorganiska, n.o.s.                              |
| UN 1482   | 5.1   | Permanganater, oorganiska, n.o.s.                            |
| UN 1483   | 5.1   | Peroxider, oorganiska, n.o.s.                                |
| UN 1484   | 5.1   | Kaliumbromat                                                 |
| UN 1485   | 5.1   | Kaliumklorat                                                 |
| UN 1486   | 5.1   | Kaliumnitrat                                                 |
| UN 1487   | 5.1   | Kaliumnitrat och natriumnitrit, blandning                    |
| UN 1488   | 5.1   | Kaliumnitrit                                                 |
| UN 1489   | 5.1   | Kaliumperklorat                                              |
| UN 1490   | 5.1   | Kaliumpermanganat                                            |
| UN 1491   | 5.1   | Kaliumperoxid                                                |
| UN 1492   | 5.1   | Kaliumpersulfat                                              |
| UN 1493   | 5.1   | Silvernitrat                                                 |
| UN 1494   | 5.1   | Natriumbromat                                                |
| UN 1495   | 5.1   | Natriumklorat                                                |
| UN 1496   | 5.1   | Natriumklorit                                                |
| UN 1498   | 5.1   | Natriumnitrat                                                |
| UN 1499   | 5.1   | Natriumnitrat och kaliumnitrat, blandningar                  |
| UN 1500   | 5.1   | Natriumnitrit                                                |